# Oberschlesische Schmalspurbahn

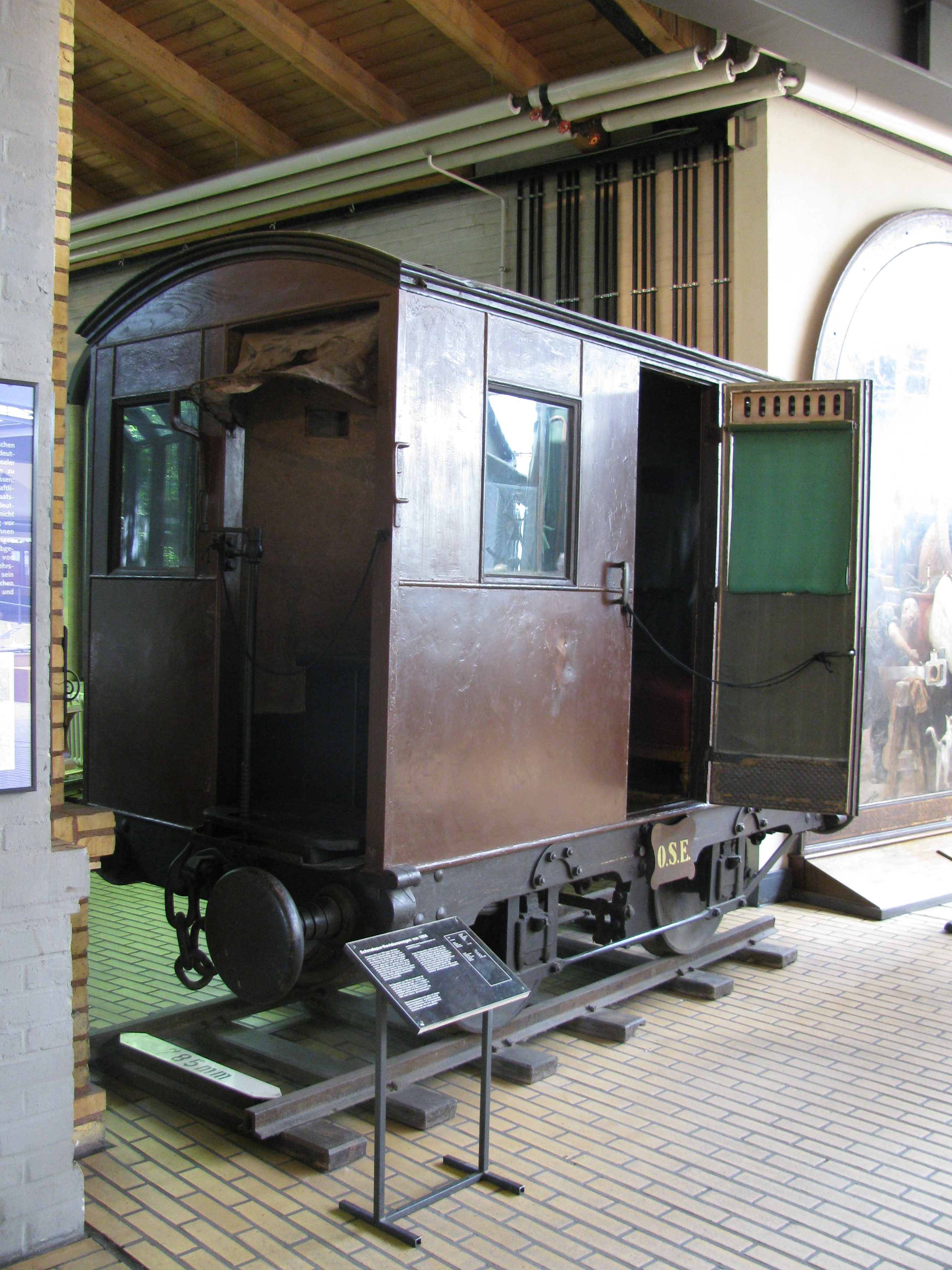
Schmalspur-Revisionswagen der OSE im Deutschen Technikmuseum Berlin

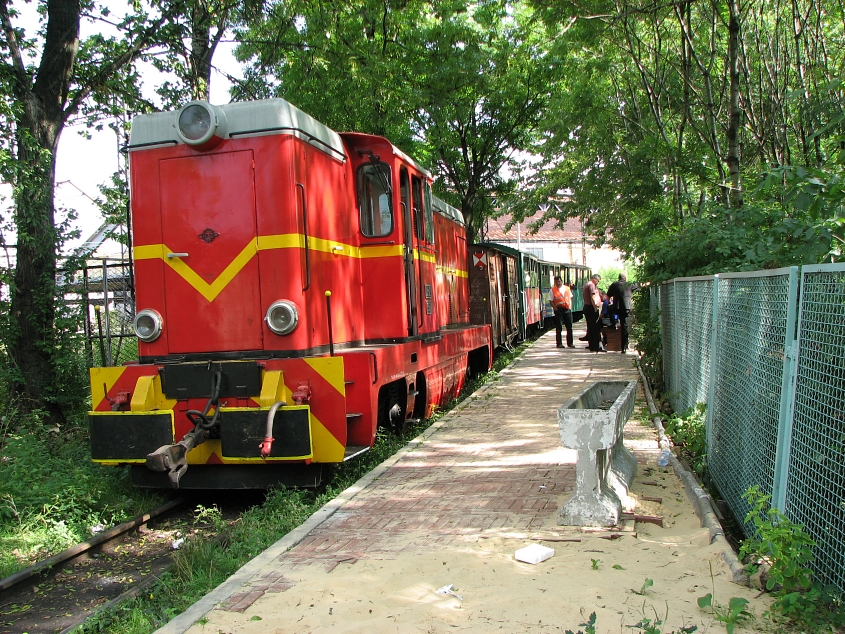
Schmalspurbahn (PKP-Baureihe Lxd2) in Bytom (Beuthen) mit nostalgischen Personenwagen 2008

Die Oberschlesische Schmalspurbahn (polnisch: Górnośląskie Koleje Wąskotorowe) ist eine Schmalspurbahn in der Spurweite von 785 mm im Oberschlesischen Industriegebiet.

## Geschichte
Die 1841 gegründete Oberschlesische Eisenbahn AG (OSE), die von 1842 bis 1847 die Hauptstrecke Breslau–Kosel–Myslowitz gebaut hatte, schuf in den Jahren 1851 bis 1855 ein ausgedehntes Netz von Schmalspurbahnen in einer Spurweite von 785 mm entsprechend 2 Preußischen Fuß und 6 Zoll (auch Oberschlesische Spurweite genannt) zur engmaschigen Erschließung des oberschlesischen Industriereviers, das in den folgenden Jahrzehnten immer weiter ausgebaut wurde.
Im Gegensatz zu der vollspurigen Strecke der Gesellschaft wurde das Schmalspurnetz zunächst weitgehend als Pferdebahn betrieben. Der Einsatz von Lokomotiven begann hier 1855/1856, wurde aber 1860 vom damaligen Pächter des Netzes, Rudolf Pringsheim, wieder gestoppt. Erst der zweite Anlauf 1872 mit neuen Lokomotiven war von dauerhaftem Erfolg. Etwas später als die Vollspurbahn gingen Schmalspurnetz und Schmalspurbetrieb 1884 bis 1904 an den preußischen Staat über. Die Streckenlänge des staatlichen oberschlesischen Schmalspurnetzes betrug 1887 schon 113 km, 1901 dann 138 km, daran angeschlossen waren 208 km privater Netze. 1919 maß das öffentliche Netz 164 km. Seine größte Ausdehnung hatte das staatliche Schmalspurnetz 1965 mit 233,5 km.
Es verband über 150 Jahre lang Steinkohlenbergwerke, Hüttenbetriebe, Fabriken und Kraftwerke und wurde zum Transport jeglicher Güter genutzt; in erster Linie jedoch diente es dem Transport von Kohle und Erz. Die privaten Anschlussbahnen im Oberschlesischen Revier waren in der gleichen Spurweite errichtet worden und verfügten über eigenes Fahrzeugmaterial. Mehr als 100 Jahre lang sorgte das Güteraufkommen für einen rentablen Betrieb.
1988/89 kam es zu einem Systemwandel in Polen. Am 9. November 1989 fiel die Berliner Mauer; bald darauf zerfielen der Ostblock, der Warschauer Pakt und die Sowjetunion.
1991 scheiterte der Versuch, das zentralverwaltungswirtschaftliche System des RGW (Rat für gegenseitige Wirtschaftshilfe) marktwirtschaftlich zu reformieren. Der RGW löste sich am 28. Juni 1991 auf.
In den 1990er Jahren verschlechterte sich die wirtschaftliche Lage der Region, insbesondere der Schwerindustrie. Die Polnischen Staatsbahnen (PKP), seit dem Zweiten Weltkrieg Eigentümer des Streckennetzes, verloren rasch sämtliche Kunden der Schmalspurbahn.
Zum 1. Mai 2004 traten die Staaten Estland, Lettland, Litauen, Polen, Tschechien, Slowakei, Ungarn, Slowenien, Malta und die Republik Zypern der Europäischen Union bei (EU-Erweiterung 2004). Dies erleichtert polnischen Unternehmen den Handel mit diesen Ländern und mit den übrigen EU-Staaten.

## Eisenbahn heute
Im Jahr 2002 wurde die Stadt Bytom (Beuthen) Eigentümer der wichtigsten Strecken, während der Förderverein der Oberschlesischen Schmalspurbahnen (SGKW) deren Betreiber wurde.
Auf der einzigen in Betrieb befindliche Strecke Bytom – Tarnowskie Gory – Miasteczko Śląskie (Beuthen – Tarnowitz – Georgenberg) verkehrt eine Touristikbahn, die die drei genannten Orte mit den örtlichen Sehenswürdigkeiten verbindet. Bytom Karb Wąskotorowy (Beuthen Karf Schmalspurbahnhof) ist der betriebliche Mittelpunkt der Bahn. Ein Eisenbahnmuseum ist in den alten Werkstätten von Bytom-Rozbark (Beuthen-Roßberg) eingerichtet worden.

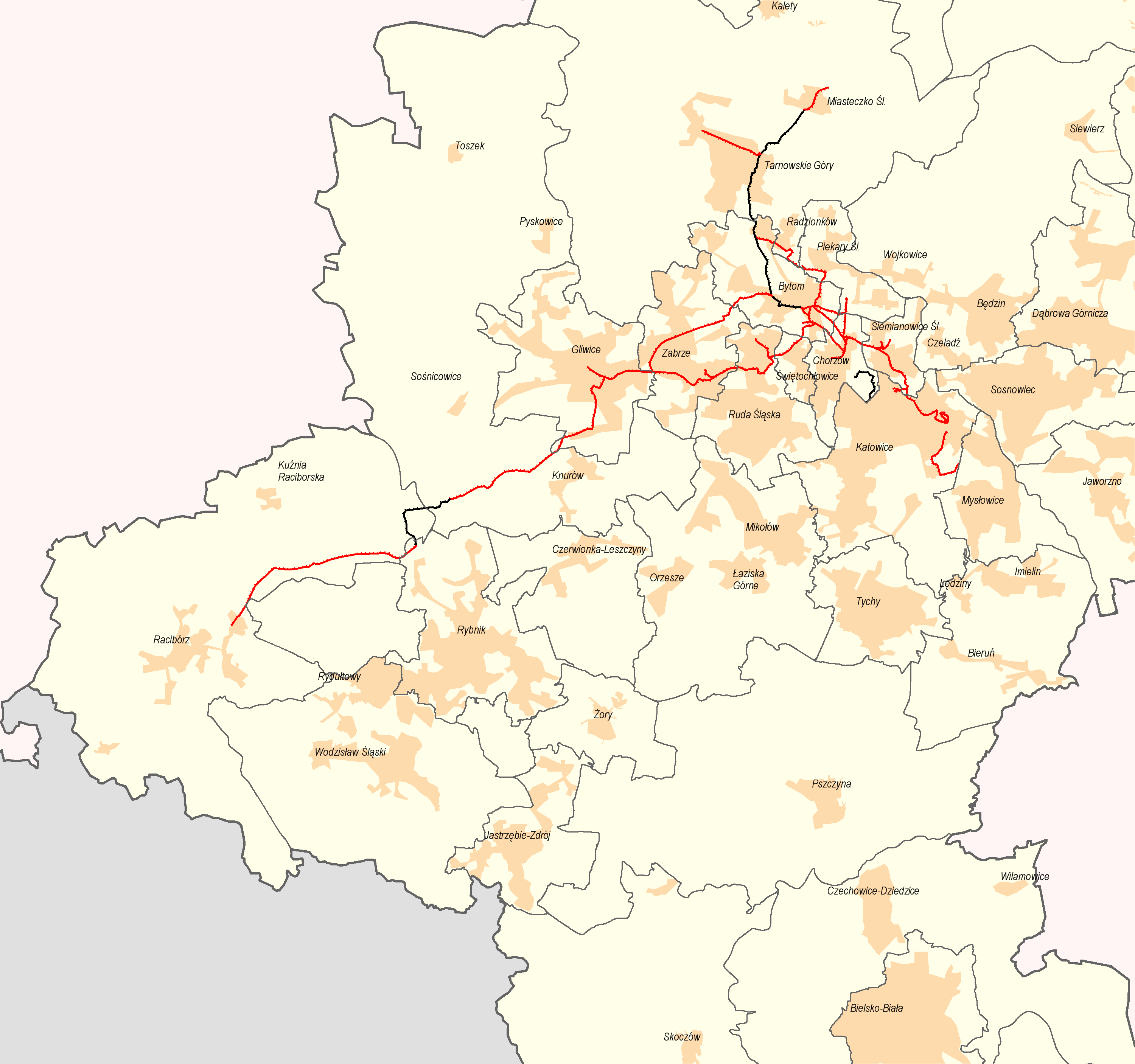
Aktive und ehemalige Schmalspurbahnnetze in Oberschlesien